# Jules Valton
Henri Jules Valton (Courson-les-Carrières, 11 maggio 1867 – Parigi, 6 agosto 1941) è stato un velista francese.
Partecipò ai giochi della II Olimpiade di Parigi nel 1900 a bordo di Crabe II, con il quale vinse una medaglia d'argento nella gara olimpica della classe da mezza a una tonnellata. Prese parte anche alla gara di classe aperta ma non la completò.

## Palmarès
| Anno | Manifestazione | Sede   | Evento         | Risultato |
| ---- | -------------- | ------ | -------------- | --------- |
| 1900 | Olimpiadi      | Parigi | Classe ½-1 ton | Argento   |